# Schwanzstreifen-Torpedowels
Der Schwanzstreifen-Torpedowels (Dianema urostriatum) stammt aus den Gewässern Brasiliens und erreicht eine Länge von bis zu 12 cm. Der auffällig gezeichnete Fisch wird durch einen schlanken, langgestreckten Körperbau und die schwarz-weiß-längsgestreifte Schwanzflosse charakterisiert.
Der Schwanzstreifen-Torpedowels eignet sich gut für die Haltung in Aquarien, auch im Gesellschaftsbecken, soweit dieses groß genug ist, um dem Fisch trotz seiner Länge freien Schwimmraum zu bieten. Der friedfertige Schwarmfisch hält sich mehr als andere Welsarten, die überwiegend am Boden des Gewässers leben, auch in den höheren Wasserregionen auf und schwimmt bevorzugt mit dem Kopf gegen die Strömung.
Das Männchen, das sich vom Weibchen durch die dickeren Brustflossenstachel unterscheidet, baut am Wasserspiegel ein Schaumnest, in welches das Weibchen die befruchteten Eier ablegt. Nest und Revier werden in dieser Zeit durch das Männchen bewacht.